# Gyrinus vollmari
Gyrinus vollmari is een keversoort uit de familie van schrijvertjes (Gyrinidae). De wetenschappelijke naam van de soort is voor het eerst geldig gepubliceerd in 1834 door Gistel.